# United Society Partners in the Gospel
United Society Partners in the Gospel (USPG) é uma entidade filantrópica sediada no Reino Unido.
Foi incorporada pela primeira vez sob carta régia em 1701 como Society for the Propagation of the Gospel in Foreign Parts (SPG) como uma organização missionária de alta igreja da Igreja da Inglaterra e foi ativa nas Treze Colônias da América do Norte. O grupo foi renomeado em 1965 como United Society for the Propagation of the Gospel (USPG), após incorporar as atividades da Universities' Mission to Central Africa (UMCA). Em 1968, a Cambridge Mission to Delhi também se juntou à organização. De novembro de 2012 até 2016, o nome era United Society ou Us. Em 2016, foi anunciado que a Sociedade retornaria ao nome USPG, desta vez representando United Society Partners in the Gospel, a partir de 25 de agosto de 2016.